# وژپدی
وژپدی (به انگلیسی: Vazhapadi) یک زیستگاه انسانی در هند است که در Salem district واقع شده‌است.

## خصوصیات
وژپدی ۱۶٬۱۲۱ نفر جمعیت دارد.